# Just a Girl
«Just a Girl» — песня американской группы No Doubt, изданная в сентябре 1995 года как ведущий сингл с третьего студийного альбома Tragic Kingdom. Песня написана Гвен Стефани и Томом Дюмоном и спродюсирована Мэттью Уайлдером. Она также включена в сборник лучших хитов 2003 года под названием The Singles 1992–2003. Песня «Just a Girl» рассказывает о взглядах Стефани на жизнь и о её отношениях с родителями. «Just a Girl» была первой песней, выпущенной после ухода Эрика Стефани из группы.